# Waldemar Tevnell
Waldemar Tevnell (ur. 26 kwietnia 1960 w Gdyni) – polski menedżer, przedsiębiorca i doradca strategiczny. Inicjator wprowadzenie na polski rynek dziennika ekonomicznego Puls Biznesu i pierwszy prezes Zarządu Bonnier Business (Polska) – wydawcy pisma. Właściciel i zarządca kilkunastu, specjalistycznych tytułów prasowych i internetowych. Między innymi: Czwarty Wymiar, Historia Piłki Nożnej, Magazyn NBA, komiksy Marvela, komiksy DC oraz Warner Bros.

## Życiorys
W latach 1971–1991 mieszkał w Szwecji. Absolwent studiów ekonomicznych z tytułem licencjata przy Business School/IHM w Sztokholmie. Ukończył także studia na Uniwersytecie Gdańskim uzyskując tytuł magistra ekonomii. Ma za sobą dwuletnie studia wydawnicze oraz Boss International Program in Media Management przy Uniwersytecie Bonnier Media, organizowane przy współpracy z IMD International Lousane Szwajcaria. Ukończył trzyletnie ekonomiczne studia doktoranckie na Uniwersytecie Gdańskim. W 2007 roku odbył roczne studia AMP IESE Business School, Uniwersytet Navarra.
W latach 1980–1984 był menedżerem ds. sprzedaży programów IT KONTEK SYSTEM AB, 1986–1990 menedżerem TEAMCO AB, jednej z największych wówczas firmy konsultingowej w sektorze IT. Po powrocie do Polski w 1991 roku założył, wspólnie z największym skandynawskim koncernem medialnym Bonnier Group, firmę wydawniczą TM-Semic, w której objął funkcję prezesa. Spółka specjalizowała się w wydawnictwach dziecięcych i młodzieżowych, między innymi komiksów.
W 1994 roku zainicjował powstanie Ogólnopolskiego Stowarzyszenia Wydawców Prasy i został jego prezesem. Był także członkiem Zarządu Izby Wydawców Prasy. W 1996 roku objął stanowisko prezesa Zarządu Bonnier Business (Polska), wydawcy dziennika ekonomicznego Puls Biznesu. Pismo organizowało także rankingi polskich firm (Gazele Biznesu) oraz cykl konferencji biznesowych w których, między innymi, brali udział: Bill Clinton, Al Gore, Madeleine Albright, Steve Forbes, Tony Blair, Robert F. Kennedy Jr. Wybrany managerem roku przez koncern Bonnier spośród wszystkich managerów zatrudnionych roku 2003.
Od 2007 roku prowadzi firmę doradczą w zakresie zarządzania, PR media, strategii, fuzji i przejęć, business development. Był członkiem rad nadzorczych firm ABG Ster Projekt S.A., Bioton S.A., KCP Business Point, Reinhold Polska SA, Energomontaż, Elzab SA oraz Rady Głównej Business Centre Club i członkiem Zarządu European Business Press Federation oraz przewodniczącym Rady Właścicielskiej Pulsu Medycyny.
Obecnie poprzez swoją firmę konsultingową WTC doradza między innymi EY i Axel Springer SE.

## Życie prywatne
Jest żonaty, ma troje dzieci. Gra w tenisa, był zawodnikiem I ligi szachowej w Szwecji.

## Linkowania zewnętrzne
- Waldemar Tevnell - strona własna